# 排寮
排寮，原寫為排藔，是臺灣新北市石碇區的一個地名，位於該區西北部。相較於今日行政區，其範圍大致包括光明里西南端、中民里不含西北端、隆盛里最東端、永定里西北端。

## 歷史
台灣清治末期，排寮地區為一街庄，稱為「排藔庄」，隸屬於文山堡。該庄北與鹿窟庄、松柏崎庄為鄰，東與大溪墘庄為鄰，南邊為員潭仔坑庄，西邊為雙溪庄、新興坑庄，西北邊一小段與南港大坑庄為界。
1901年（日治明治三十四年）11月，該庄隸屬於深坑廳，編入第九區。1903年（明治三十六年）4月，第九區拆出玉桂嶺庄，其餘改稱「楓仔林區」，該庄屬之。1920年（大正九年），該庄改制並雅化為「排寮」大字，隸屬於臺北州文山郡石碇庄。
戰後石碇庄改制為石碇鄉，隸屬於臺北縣，大字亦改制為村。2010年（民國99年）12月，臺北縣升格為新北市，石碇鄉改制為石碇區，村改制為里。

## 交通
市道106號是連絡林口、瑞芳的道路，經過本地區中部。由該道路往東可前往平溪、瑞芳等地，往西可前往深坑、木柵、中和、板橋、新莊、林口等地。
鄉道北33線是連絡本地區、鹿窟的道路，南側端點於番子坑接市道106號，北側至鹿窟後可續行汐碇公路前往汐止。